# Bandera de Bonastre
La bandera oficial de Bonastre té la següent descripció:
Bandera apaïsada, de proporcions dos d'alt per tres de llarg, blau clar, amb una estrella de vuit puntes groga centrada a 1/6 de les vores superior i inferior.
Va ser aprovada en el Ple de l'Ajuntament del 29 de setembre de 2008 i publicada en el DOGC número 5311 el 4 de febrer de 2009.